# Кронпринц
Кронпринц  (Кронпринцеса) — спадкоємець  (спадкоємиця) трону королівської чи імператорської монархії. Існує у Швеції, Норвегії, Данії. Історично — в Австрійській та Німецькій імперіях, а також у німецьких князівствах до 1870 р. Титул кронпринцеси має також дружина кронпринца.
Зазвичай титул кронпринца отримує старший син монарха.

## Аналогічні титули в інших країнах
- Принц Астурійський — Кастилія (Іспанія)
- Принц Жиронський — Арагон
- Принц Португальський — Португалія
- Принц Уельський — Велика Британія
- Ерцгерцог — Австро-Угорська імперія
- Дофін — у Франція
- Королевич — у Речі Посполитій
- Цесаревич (цесарівна) — у Російській імперії